# Bilińscy

herb Sas

herb Sas (odm.)

herb Łodzia

Bilińscy – polski ród szlachecki pieczętujący się herbem Sas, który wziął swoje nazwisko od Biliny w powiecie samborskim Ziemi przemyskiej Województwa ruskiego (obecnie na terytorium Ukrainy), znany od XV wieku. Według niektórych heraldyków właściwym herbem Bilińskich jest odmiana herbu Sas z czerwonymi gwiazdami w godle oraz strusimi piórami (zamiast pawich) w klejnocie.
Bilińscy, podobnie jak wiele innych rodzin szlacheckich z Rusi Czerwonej, byli niezwykle rozgałęzionym rodem, w związku z czym poszczególne linie używały dla rozróżnienia następujących przydomków: Grodź, Grodziewicz, Hero, Jaroszewicz, Kaczkienowicz i Kaczkienowicz Hur, Mielesiewicz Gedz i -Wołczak, Mielkowicz Fedyniak, -Paszko i -Szafran, Słotyło i Słotyło Wanda, Słotyłowicz oraz Tarasowicz.
Najbliższymi sąsiadami Bilińskich herbu Sas z Biliny (w rzymskokatolickiej parafii Dublany) byli Kulczyccy herbu Sas z Kulczyc, Hordyńscy herbu Sas z Hordyni, Horodyscy herbu Korczak z Horodyszcza oraz Czajkowscy herbu Sas z Czajkowic.
W związku z licznym rozrodzeniem wielu z Bilińskich opuściło rodzinne gniazdo w Ziemi Przemyskiej, osiedlając się w innych miejscowościach Rusi Czerwonej (a później Galicji), m.in. w Tłumaczu, w Ziemi halickiej Województwa ruskiego (a później w byłym Województwie stanisławowskim II Rzeczypospolitej).
Najprawdopodobniej gałęzią Bilińskich herbu Sas są również Bilińscy herbu Łodzia, którzy wylegitymowali się ze szlachectwa w zaborze austriackim z przydomkiem Taras.
Bilińscy bywali często w dokumentach błędnie zapisywani jako Bielińscy, które to nazwisko przysługuje zupełnie odrębnym rodom.

## Członkowie rodu
- Leon Biliński – Rektor Uniwersytetu Jana Kazimierza we Lwowie, Minister Skarbu
- Seweryn Biliński – inżynier, poseł na sejm, emigrant polityczny, generał armii tureckiej
- Anna Bilińska-Bohdanowicz – malarka
- Janina Bilińska-Morcinek – malarka
- Piotr Biliński – architekt